# Tigran Sargsyan
Tigran Sargsyan (in armeno Տիգրան Սարգսյան?; Kirovakan, 29 gennaio 1960) è un politico armeno.
Nato nell'allora repubblica sovietica armena, ha frequentato tra il 1980 ed il 1983 l'Istituto di economia e finanza di Leningrado. Nel 1987 ha conseguito il dottorato. In seguito ha lavorato fino al 1990 come capo dipartimento per l'istituto di ricerche scientifiche, delle relazioni economiche con l'estero e della pianificazione economica dell'Armenia.
Nel 1998 e nel 2005 è stato eletto per due volte presidente dell'Assemblea nazionale armena. Successivamente è stato Primo ministro dell'Armenia, dal 9 aprile 2008 al 13 aprile 2014.